# Songbird (película)
Songbird (titulada Inmune en España, Infectados en Hispanoamérica) es una película estadounidense de drama y ciencia ficción dirigida por Adam Mason basada en la Pandemia de Coronavirus de 2019-2023. El guion fue escrito por Mason y Simon Boyes, y sus eventos ocurren en el año 2024, donde el SARS-CoV-2 ha mutado y el gobierno de Estados Unidos encierra a todos los infectados en campos de concentración para que mueran o se recuperen por sí mismos. La película es protagonizada por KJ Apa, Sofia Carson, Craig Robinson, Bradley Whitford, Peter Stormare, Alexandra Daddario, Paul Walter Hauser y Demi Moore. Estrenó en vídeo bajo demanda el 11 de diciembre de 2020 bajo la distribución de STXfilms.

## Argumento
En 2024, el COVID-19 muto y dio origen al COVID-23 el cual a diferencia del anterior mata al 56% de los contagiados además de que se puede transmitir por el aire, debido a esto el mundo se encuentra en su cuarto año de cuarentena. En Estados Unidos, el gobierno de la nación se convierte en un estado policial y se exige a la población que se controle la temperatura con sus teléfonos móviles, mientras que los infectados con COVID-23 son sacados de sus casas contra su voluntad y obligados a ingresar en campos de cuarentena también conocidos como "Zonas Q" (Q por cuarentena en inglés) que son campos de concentración donde algunos se defienden de las brutales restricciones. En estos campos, a los infectados se les deja morir o se les obliga a mejorar.
Nico Price, un mensajero en moto inmune por haber sido infectado por el virus, mantiene una relación virtual con Sara García, una joven artista que vive con su abuela Lita, cuyo encierro les prohíbe el contacto físico. Nico trabaja para Lester, especializado en la entrega de paquetes a personas adineradas. Uno de sus mayores clientes son los Griffin, Piper y William, cuya hija Emma padece un trastorno autoinmune. William es un antiguo ejecutivo discográfico que se acuesta con May, una cantante que se gana la vida en Internet vendiendo versiones de canciones clásicas. May establece un vínculo con Michael Dozer, un veterano de guerra discapacitado que trabaja para Lester como operador de drones para seguir la pista de sus mensajeros.
Una noche, Lita empieza a mostrar síntomas de COVID-23 mientras el departamento de "saneamiento", dirigido por Emmett Harland, obliga a la vecina de Sara, Alice, a abandonar su apartamento tras infectarse. Emmett advierte a Sara de que en su edificio de apartamentos se ha producido un aumento de las infecciones. También ha matado a uno de los infectados que escapó de la cercana zona Q con una navaja. Sara informa a Nico sobre el estado de Lita, lo que lleva a Nico a pasar la noche junto a la puerta del apartamento de Sara. Por la mañana, Sara pasa el control de temperatura, pero Lita no pasa el suyo. Nico promete evitar que se lleven a Sara.
Nico se pone en contacto con Lester para hacerle saber que es consciente de que están transportando pulseras de inmunidad ilegales. Lester le dice que son los Griffin quienes las venden. Cuando va a su casa, los Griffin le dan a Nico el número de teléfono de su supuesto proveedor. Nico acaba encontrándose con Emmett en un almacén, revelándose que es una trampa de la que Nico escapa.
Mientras Sara espera a Nico, Lita muere. El departamento de "sanidad" llega para embolsar a Lita y detener a Sara. Sara noquea a uno de los miembros y le quita el traje de materiales peligrosos antes de escapar del edificio. Emmett y su equipo finalmente alcanzan a Sara, donde observa que Sara aún no ha mostrado síntomas de COVID-23 a pesar de su exposición y que, por lo tanto, es inmune. Sara es detenida poco después.
William exige volver a ver a May, pero ésta se niega continuamente, alegando que le grabó ofreciéndole una pulsera de inmunidad ilegal. Piper escucha la llamada de William con May y le echa de casa. William se marcha para silenciar a May, a lo que Piper llama a May para advertirle. May le pregunta a Michael si puede quedarse con él, a lo que él accede. Cuando May intenta marcharse, llega William e intenta matarla, pero Michael utiliza un dron armado para disparar mortalmente a William.
Nico regresa a casa de los Griffin y se enfrenta a Piper, quien le dice que estaba preocupada porque Nico estaba tratando de exponer su negocio ilegal. Cuando Nico dice que sólo está interesado en salvar a Sara, Piper finalmente acepta ayudar y le da una pulsera para Sara. Nico regresa al apartamento de Sara y encuentra a Emmett, quien intenta atacar a Nico pero es apuñalado por Nico en defensa propia. Nico encuentra el móvil de Sara con una foto de la furgoneta de contención y su número de seguimiento. Con la ayuda de Lester y Michael, Nico corre hacia la Zona Q antes de que Sara pueda ser capturada. Nico consigue ponerle el brazalete de inmunidad a Sara a tiempo para que la escaneen, salvándola así de la cuarentena. Mientras se abrazan por primera vez, Sara le dice a Nico que es realmente inmune.
Después, Piper y May inculpan a William y Emmett como responsables de la venta de pulseras de inmunidad ilegales. May y Michael comienzan una relación virtual. Nico envía a Lester su propia pulsera de inmunidad como agradecimiento mientras él y Sara recorren la autopista de la costa del Pacífico.

## Reparto
- KJ Apa como Nico
- Sofia Carson como Sara
- Craig Robinson como Lester, el jefe de Nico
- Peter Stormare como Emmett Harland, el jefe del departamento de sanidad de Los Ángeles
- Alexandra Daddario como May, una cantante
- Demi Moore como Piper Griffin
- Paul Walter Hauser como Dozer
- Bradley Whitford como William Griffin
- Elpidia Carrillo como la abuela de Sara
- Ethan Josh Lee como Giffords
- Lia McHugh como Emma Griffin
- Michole Briana White como Alice

## Producción
Adam Mason y Simon Boyes concibieron la idea para la película a inicios de 2020 al anunciarse la cuarentena por la pandemia de COVID-19 e inmediatamente contactaron al productor Adam Goodman para presentar el primer borrador del guion. El 19 de mayo de ese año, se anunció que Michael Bay en conjunto con Goodman y Eben Davidson producirían una película basada en la pandemia, la cual se titularía Songbird. La noticia rápidamente recibió una respuesta negativa, con la prensa tachando de «oportunistas» a los productores.
En junio de 2020, se anunciaron los primeros miembros del elenco, que estaría conformado por Demi Moore, Craig Robinson, Peter Stormare y Paul Walter Hauser. Poco después, se incorporaron al elenco Bradley Whitford, Jenna Ortega, KJ Apa y Sofia Carson, con estos dos últimos como protagonistas principales. El elenco fue entrenado a distancia para cumplir con las normas de seguridad de la pandemia.

### Rodaje
El rodaje de la película inició el 8 de julio de 2020 en Los Ángeles y culminó el 3 de agosto del mismo año. Fue la primera cinta en rodarse en Los Ángeles durante la cuarentena a causa de la pandemia de COVID-19. La producción realizó pruebas al personal de manera continua y estableció un límite de 40 personas en el mismo lugar, además de haber mantenido la distancia entre los actores.

## Estreno
En agosto de 2020, STX Entertainment adquirió los derechos de distribución de la película. Fue estrenada el 11 de diciembre de 2020 en vídeo bajo demanda, y posteriormente en servicios de streaming en 2021.
La película tenía previsto un lanzamiento en cines, pero se canceló debido a la mala recepción del primer tráiler publicado en octubre de 2020. Tanto la prensa como la audiencia criticaron la producción de la cinta por aprovecharse del impacto de la pandemia de COVID-19 y la romantización del tema, así como por faltar el respeto a las víctimas de la enfermedad y esparcir la desinformación sobre la enfermedad.

## Comentarios de la crítica
Songbird tuvo una respuesta crítica ampliamente negativa. En el sitio Rotten Tomatoes tuvo una aprobación del 10% con base a 48 reseñas profesionales. El consenso crítico fue: «Confusa, tediosa y poco inspiradora, el intento de Songbird por llamar la atención no logra convertirse en una historia con significado sobre la pandemia». En Metacritic sumó 30 puntos de 100 sobre la base de 10 reseñas, denotando «críticas mayormente desfavorables».
Alonso Duralde de TheWrap comentó que «Songbird cree que diciendo "COVID" un par de veces ya es suficiente para causar intriga en el espectador, pero lo cierto es que no hay mucha tensión en toda la película, mucho menos miedo, pese a los intentos desespeardos por querer venderla como un "suspenso aterrador". El mundo posterior a la pandemia no es nada que no hayamos visto ya: calles desoladas, paredes con grafiti y pocas o casi ninguna persona». David Ehrlich de IndieWire dijo que: «Esta película solo existe para demostrar que una estúpida pandemia no va a detener a Hollywood de querer hacer dinero con premisas baratas. Songbird pasa la mayor tiempo enfocándose en el departamento de sanidad solo para intentar probar que las medidas preventivas pueden ser peor que la misma enfermedad, pero este intento por repetir The Purge (2013) se queda muy corta en dar cualquier tipo de mensaje social». Richard Roeper de Chicago Sun-Times la calificó con dos estrellas y la describió como «la típica cinta que quiere crear tensión con el protagonista en una carrera contra reloj, fuera de eso Songbird no tiene sentido en lo absoluto». Noel Murray de Los Ángeles Times señaló que la película es «decente» considerando su bajo presupuesto y las limitadas locaciones por las restricciones, pero añadió que «sin duda, su peor problema es que es bastante olvidable».